# Delaney Rowe
Delaney Marie Rowe is een Amerikaans socialmediapersoonlijkheid, acteur en komiek. Ze staat bekend om haar cringekomedie op TikTok, filmpjes waarin ze typetjes parodieert. Haar bekendste rol is de "absoluut onuitstaanbare vrouwelijke hoofdrol in een indiefilm". In 2025 noemde Time haar als een van de Time 100 Creators.

## Bron
- (en)  Anne Branigin, "TikToker Delaney Rowe roasts Hollywood. Will Hollywood embrace her?", The Washington Post, 24 december 2023.